# Wollin (Penkun)
Wollin ist ein Ortsteil der Stadt Penkun des Amtes Löcknitz-Penkun im Landkreis Vorpommern-Greifswald in Mecklenburg-Vorpommern.

## Geografie
Der Ort liegt zwei Kilometer nordnordwestlich von Penkun. Der Nordwestrand der Gemarkung Wollin bildet zugleich die Landesgrenze zum benachbarten Brandenburg. Die südlichen Uferanteile des Dorfsees reichen bis in die nordwestliche Ortslage von Wollin. Die Nachbarorte sind Battinsthal im Nordosten, Blockshof im Osten, Storkow im Südosten, Sommersdorf und Radewitz im Südwesten, Friedefeld im Westen sowie Bagemühl im Nordwesten.

## Geschichte
Wollin wurde im Jahr 1240 im Zusammenhang mit einem Tauschgeschäft zwischen Herzog Barnim I. von Pommern und Bischof Conrad III. von Cammin erstmals urkundlich erwähnt.
Wollin war eine eigenständige Gemeinde, bis sie zum 1. Januar 1999 nach Penkun eingemeindet und dort zu einem Ortsteil wurde.

## Dorfkirche

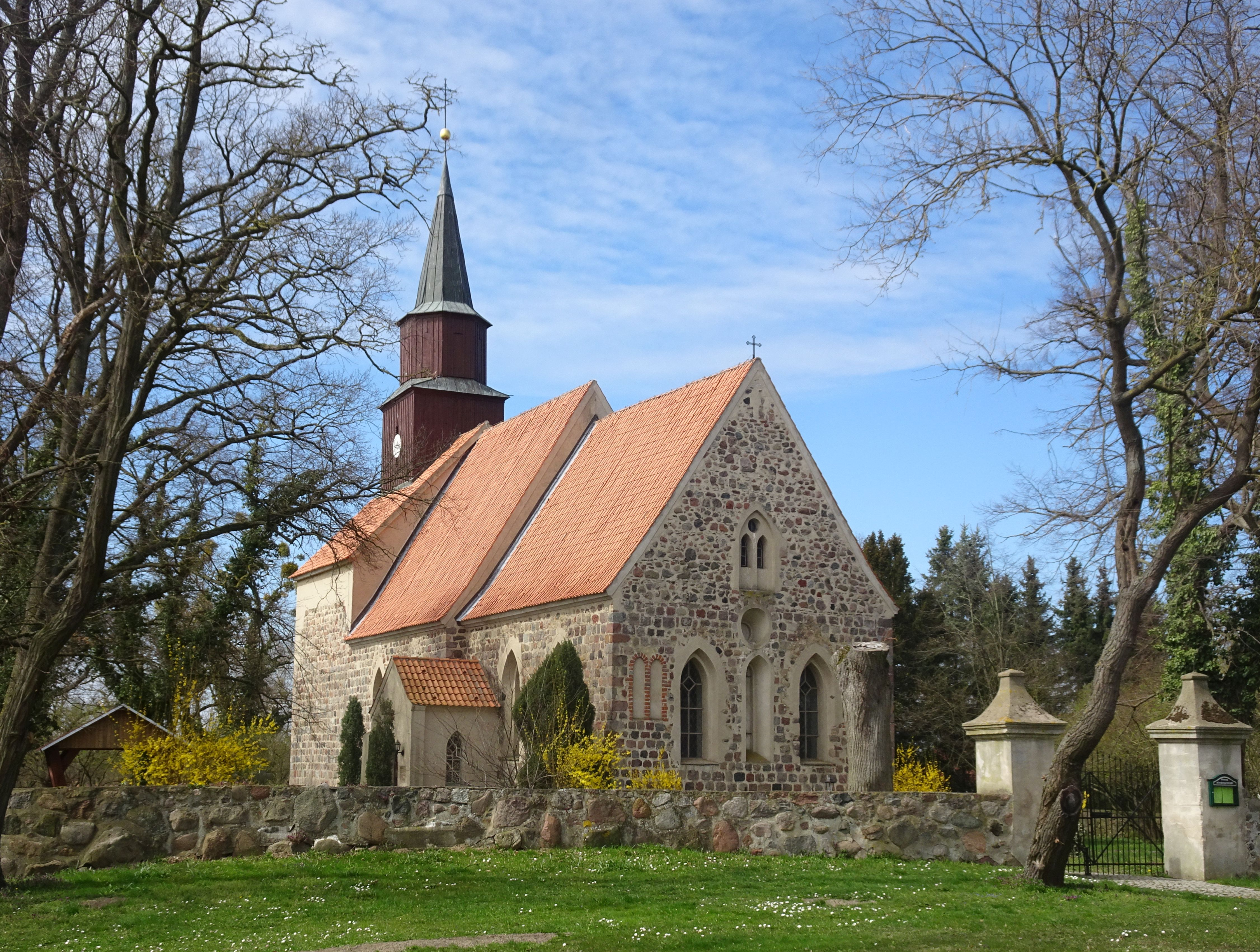
Dorfkirche von Südosten

In der Denkmalliste des Landkreises sind insgesamt fünf Baudenkmale zum Ort verzeichnet. Die Dorfkirche Wollin stammt aus der zweiten Hälfte des 13. Jahrhunderts. Wie viele Kirchen in Pommern ist sie aus einem sehr regelmäßigen Feldsteinmauerwerk errichtet. Der Ostgiebel weist jedoch ein wenig Backsteingotik auf: Seitlich der später veränderten Dreifenstergruppe befinden sich beiderseits backsteingefasste Zwillingsblenden, deren Scheitel als enge Krümmungen ausgebildet sind, anstatt als Winkel. Das Gemäuer des schiffsbreiten Westturms überragt das Schiff kaum, hat aber 1692 einen verbretterten Aufsatz erhalten.